# باربرا ري
باربرا ري (بالإسبانية: Bárbara Rey)‏ هي نجمة سينما ‏ وعارضة ومقدمة تلفزيونية وممثلة إسبانية، ولدت في 2 فبراير 1950 بتوتانا في إسبانيا.

## وصلات خارجية
- باربرا ري على موقع IMDb (الإنجليزية)
- باربرا ري على موقع ألو سيني (الفرنسية)
- باربرا ري على موقع أول موفي (الإنجليزية)
- باربرا ري على موقع قاعدة بيانات الأفلام السويدية (السويدية)
- باربرا ري على موقع قاعدة بيانات الفيلم (الإنجليزية)
- باربرا ري على موقع كينوبويسك (الروسية)